# Bellota violacea
Bellota violacea är en spindelart som beskrevs av Galiano 1972. Bellota violacea ingår i släktet Bellota och familjen hoppspindlar. Inga underarter finns listade.